# 欧热
欧热（法語：Augé，法語發音：[oʒe]）是法国德塞夫勒省的一个市镇，属于尼奥尔区。

## 地理
欧热（46°26'20"N, 0°17'15"W）面积23.33 平方千米，位于法国新阿基坦大区德塞夫勒省，该省份为法国西部内陆省份，北起曼恩-卢瓦尔省，西接旺代省，南至夏朗德省和滨海夏朗德省，东临维埃纳省。
与欧热接壤的市镇（或旧市镇、城区）包括：阿宰勒布吕莱、拉沙佩勒巴通、谢尔沃、圣乔治德努瓦内、赛夫尔、韦吕。

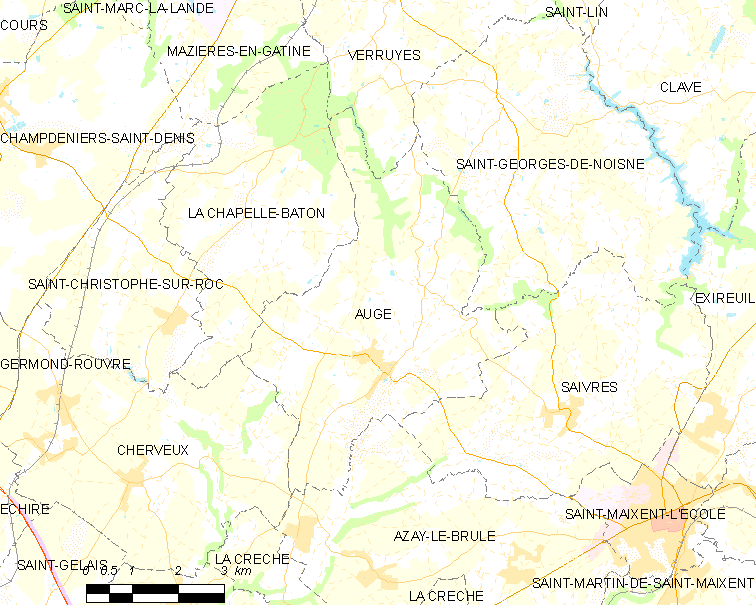
欧热的OSM定位图

欧热的时区为UTC+01:00、UTC+02:00（夏令时）。

## 行政
欧热的邮政编码为79400，INSEE市镇编码为79020。

## 政治
欧热所属的省级选区为圣迈克桑莱科勒县。

## 人口

1962-2008年间欧热人口变化图示

欧热于2022年1月1日时的人口数量为887人。